# Tjongermolen
De Tjongermolen bij Mildam werd gebouwd in 1869. In 1983 werd de windmolen na jaren van verval herbouwd. De molen is een achtkante grondzeiler. De functie is poldermolen. Eigenaar is de Stichting De Fryske Mole.